# Mary Morrissey
Mary Morrissey (n. Beaverton, 1949) es una escritora estadounidense del Nuevo Pensamiento y activista por la paz internacional.

## Trayectoria
Es autora de Building Your Field of Dreams, que narra las luchas y lecciones de Morrissey en sus primeros años de vida. También es autora de No Less Than Greatness, un libro sobre la sanación de las relaciones. En 2002 recopiló y editó el libro New Thought: Una espiritualidad práctica.
El autor estadounidense Wayne Dyer la llamó "una de las maestras más reflexivas de nuestro tiempo".
Activó desde joven en el activismo internacional, Morrissey fundó la Asociación para el Nuevo Pensamiento Global en 1995 y fue su primera presidenta. En 1997 trabajó con el nieto de Mahatma Gandhi, Arun Gandhi, en el inicio de la organización internacional Season for Nonviolence. A partir de enero de 2019, se celebró en todo el mundo la Temporada de la no violencia.

## Primeros años
Mary Morrissey nació en Beaverton, Oregón, en 1949. A los 16 años era la vicepresidenta de su clase, pero se enamoró de un universitario, se quedó embarazada y la expulsaron del instituto porque no se aceptaban los embarazos en adolescentes. Tras dar a luz, Morrissey se enfermó gravemente de una enfermedad renal y le dijeron que sólo le quedaban seis meses de vida. Ella creía que se debía a haber tenido un hijo a una edad temprana.

## Temas del Living Enrichment Center
Morrissey fue la creadora del Living Enrichment Center de Oregón.En 2004, ella y su ex marido hicieron público que estaban endeudados. Esto saltó a las noticias y Mary pidió perdón por llevar a sus seguidores a correr riesgos con su dinero. Aceptó pagar al gobierno más de 10 millones de dólares para saldar el asunto de la deuda. Más tarde, Morrissey se divorció de su marido y, durante los siguientes 14 años, trabajó duro para pagar su deuda. La pagó en su totalidad en 2018.

## Trabajo y activismo humanitario
Morrissey se convirtió en maestra y en 1975 se convirtió en pastor. Comenzó a hablar públicamente en los campos del Nuevo Pensamiento, el crecimiento espiritual, y la paz. Se convirtió en líder del grupo New Thought y ayudó a iniciar centros espirituales en los EE. UU. Según Wayne Dyer, fue su humanidad lo que "tocó" a la gente.
Feminista en la segunda ola del feminismo estadounidense de la década de 1970, Morrissey trabajó con Barbara Marx Hubbard y Jean Houston para iniciar The Society for the Universal Human. Más tarde fue invitada a convertirse en miembro del Consejo de Liderazgo, iniciado por Jack Canfield.
Morrissey trabajó con el Dalai Lama en temas relacionados con el grupo de paz global. Conoció a Nelson Mandela en Sudáfrica y luego usó sus enseñanzas de paz en su trabajo.
Como activista por la paz internacional, ella y Arun Gandhi comenzaron Season for Nonviolence.  Como parte de su trabajo en Season for Nonviolence, se le pidió a Morrissey que diera discursos para las Naciones Unidas, primero sobre el fin de la violencia, y luego sobre la necesidad de una agenda de paz internacional. Temporada para la no violencia ha crecido para ser enseñado a nivel mundial. Se enseñaba en escuelas y universidades. A partir de enero de 2019,Temporada por la Noviolencia estaba en los sistemas educativos de todo el mundo.

## Crítica
En su libro Medicina en la sombra: The Placebo in Conventional and Alternative Therapies, John S. Haller advierte de que los enfoques alternativos de la medicina, como el que ofrece Mary Morrissey, no deben considerarse un sustituto de la medicina convencional.